# Estevenin Duchamp
 (août 2025).
Estevenin Duchamp est un magistrat et noble dolois du XVe siècle, connu pour avoir exercé la charge de vicomte-mayeur (maire) de Dole lors du siège de 1477 contre les troupes de Louis XI. Figure de la résistance comtoise, il fut par la suite fait prisonnier et rançonné avec des membres de sa famille. Sa longévité permit de le retrouver encore cité en 1519.

## Biographie

### Origines et formation
Estevenin Duchamp appartient à une famille de notables de Dole, anoblie par les ducs de Bourgogne au XVe siècle.  
Son père est généralement identifié comme Guiot du Champ, changeur, receveur général des finances du duché de Bourgogne entre 1457 et 1459, anobli par Philippe le Bon (29 novembre 1466) puis confirmé par Charles le Téméraire (1468). Il porta les titres de seigneur d’Assaut et de La Motte.,
Le répertoire de John Bartier cite Guiot parmi les grands gens de finances bourguignons du XVe siècle, mais ne mentionne pas explicitement la filiation avec Estevenin.
Estevenin est qualifié de noble homme, écuyer et licencié ès lois.

### Vicomte-mayeur de Dole (1477)
Au lendemain de la mort de Charles le Téméraire (5 janvier 1477), Louis XI lance ses troupes à la conquête du comté de Bourgogne. Dole, capitale comtoise, est brièvement occupée.  
En février 1477, Estevenin Duchamp, alors vicomte-mayeur, soulève la population au son du tocsin et aux cris de « Bourgogne et Dole ! Vive Dame Marie de Bourgogne », et chasse les soldats français de la ville.

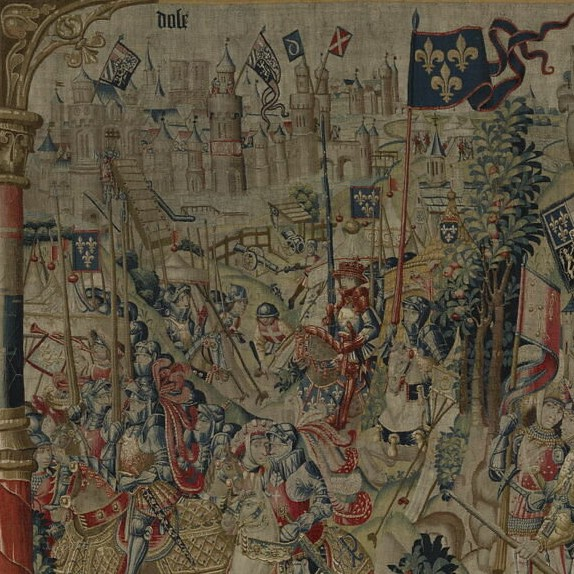
Siège de Dole par les français en 1477.

Son rôle est confirmé par le chroniqueur Louis Gollut, tandis que d’autres compilations (comme Élie Puffeney au XIXe siècle) mentionnent un Jacques Duchamp, signe d’une divergence des traditions.
L’empereur Frédéric III adresse à Estevenin une lettre de félicitations datée de Vienne le 12 février 1478.

### Captivité à Amboise (1479–1481)
En mai 1479, Dole est reprise et dévastée par Charles d’Amboise, lieutenant du roi de France. Estevenin Duchamp est alors fait prisonnier avec Guiot du Champ (probablement son père) et Claude (probablement son frère), et conduit au château d’Amboise.  
Ils ne recouvrent la liberté qu’en 1481, après paiement d’une lourde rançon de 4 000 marcs d’or. Pour réunir cette somme, la famille doit aliéner plusieurs de ses seigneuries : Chissey, Villette-lès-Dole, Goux-l’Abergement, Gevry et Verchamp. Une quittance est délivrée par le capitaine français Jean de Bourgard.

### Fin de vie
En juin 1519, Estevenin Duchamp, « en raison de son grand âge », ne se présente pas à la montre militaire de la ville : son neveu Jean s’y rend pour l’excuser.  
Il est donc encore vivant à cette date, mais aucune mention ultérieure ne permet de préciser l’année de sa mort.

## Postérité et famille Duchamp
La famille Duchamp de Dole, issue de Guiot du Champ, forme une véritable dynastie locale de notables, mêlant charges financières, universitaires et ecclésiastiques du XVe au XVIIe siècle.
Parmi ses membres figurent :
- Claude Duchamp, frère présumé d’Estevenin, prisonnier avec lui à Amboise (1479–1481) ;
- Guillaume Duchamp, écuyer, seigneur d’Assaut (1485) ;
- Nicolas Duchamp, chanoine de la collégiale de Dole (1485–1525), chapelain de Saint-Vincent ;
- Antoine Duchamp, bourgeois de Dole (1510, 1578) ;
- Catherine Duchamp, épouse de Pierre Vernier, greffier du parlement de Bourgogne (†1511) ;
- François Duchamp, impliqué dans une transaction foncière en 1527 ;
- Charles Duchamp, professeur de médecine à l’Université de Dole (avant 1570) ;
- Nicolas Duchamp, professeur de théologie à Dole (1627) ;
- Simon Duchamp, étudiant dolois impliqué dans une affaire criminelle en 1577 ;
- Claude-François Duchamp, écuyer ;
- Jean-Baptiste Duchamp, écuyer, seigneur d’Assaut, capitaine de 200 hommes ;
- Anne-Claude Duchamp (1699), veuve de Claude-Joseph Garnier, conseiller.

Ces mentions révèlent la permanence d’une élite bourgeoise anoblie active dans les finances, la justice, l’université et l’Église comtoises.

## Armoiries
La famille Duchamp portait :  
D’azur à deux étoiles d’or en chef et un croissant du même en pointe.

## Mémoire
La résistance de 1477 renforça le prestige de Dole, qui adopta la devise Justitia et armis (« par le droit et par les armes ») et institua une procession commémorative. La dévastation de 1479 fit de la cité un symbole de fidélité bourguignonne et d’opposition au roi de France.